# Difficult Run (Virginie)
Difficult Run est une census-designated place située dans le comté de Fairfax, dans l’État de Virginie, aux États-Unis. Lors du recensement de 2020, elle comptait 10 600 habitants.